# Сліпий годинникар
«Сліпий годинникар»  (англ. The Blind Watchmaker, 1986)   — науково-популярна книжка британського еволюціоніста Річарда Докінза, в якій Докінз показує, яким чином завдяки еволюційному процесу можливе виникнення високоорганізованого життя без потреби втручання надприродних сил.
|                                      | Ідея цієї книги виходить із переконання в тому, що наше власне існування, яке колись уявлялось Таємницею Всіх Таємниць, вже не є Таємницею. Дарвін і Воллес розкрили її, хоча ми і будемо деякий час додавати примітки до її вирішення. Написати цю книгу мене спонукало здивування тим, що так багато людей, схоже, не тільки не в курсі наявності вишуканого і прекрасного рішення цієї проблеми, найглибшої із проблем, але, як це не дивно, часто не усвідомлюють наявність проблеми! |
| — Річард Докінз, «Сліпий годинникар» | |

У назві книжкги Докінз звертається до відомого аргументу існування Творця, який  запропонував теолог Вільям Пейлі за більш ніж 50 років до видання «Походження видів» Чарльза Дарвіна. В роботі «Натуральна теологія»  Пейлі доводив, що складність живих організмів — доказ існування Творця так само, як існування годинника примушує вірити в існування годинникаря, який його створив.
Проте Докінз доводить, що таким «годинникарем» насправді є сліпий природний відбір. За умови наявності достатнього часу та можливості запам'ятовувати відносно успішні проміжні результати він може досягнути не менш грандіозних результатів. Докінз також показав конкретні механізми, що реалізують природний відбір, дав відповіді на розповсюджені питання щодо еволюційної теорії.
Книжка «Сліпий годинникар» була перекладена на всі головні мови світу. 1987 року Річард Докінз здобув за неї літературну премію Королівського товариства підтримки літератури і премію газети «Лос-Анджелес таймс».

## Переклади українською
Українською книга видана в 2018 році видавництвом КСД
- Річард Докінз. Сліпий годинникар. Переклад з англійської: Я. А. Лебеденко. Харків: КСД, 2018. 440 стор. ISBN 978-617-12-5892-1

## Критика
У 1996 році в науковій статті, опублікованій у журналі «PNAS», біологи розвитку виявили стійку помилку, вперше висловлену Докінзом у книжці «Сліпий годинникар» (1986), а потім повторену з деякими змінами в книзі «Річка з Едема» (англ. River out of Eden, 1995), ніби-то мітохондрії сперматозоїда не потрапляють до яйцеклітини при заплідненні. Якщо в першій книзі Докінз помилково стверджував, що сперматозоїд узагалі не має мітохондрій (насправді вони необхідні для руху хвоста сперматозоїда, в людини кожний має від 50 до 100 мітохондрій), то в другій книзі - що трохи мітохондрій усе-таки наявні, але основа хвоста не потрапляє всередину яйцеклітини на відміну від передньої частини голівки. Натомість дані біології розвитку демонструють, що в більшості ссавців до яйцеклітини потрапляє не тільки основа хвоста з усіма мітохондріями, а й весь його джгутик . Пізніші дослідження показали, що в тварин існує спеціальний механізм знищення мітохондрій самця в заплідненому яйці.